# Castor (montanha)
O Castor é uma montanha com 4 228 m de altitude, e o mais alto dos dois "gémeo" dos Alpes valaisanos na fronteira Itália-Suíça, entre o Vale de Aosta do lado italiano e o cantão do Valais do lado suíço. O outro cume é o monte Pólux com 4 092 m, pelo que fazem parte os 4000 dos Alpes.
O Castor fica entre o Breithorn e o Monte Rosa e a primeira ascensão data de 23 de Agosto de 1861 quando foi conquistado por William Mathews e Frederick William Jacomb com o guia Michel Croz